# Gaflenz
Gaflenz är en ort och kommun i Österrike. Den ligger i distriktet Steyr-Land i förbundslandet Oberösterreich, 130 kilometer väster om huvudstaden Wien. 
Kommunen består av åtta orter (Ortschaften) (inom parentes invånarantal 1 januari 2024):

- Breitenau (51)
- Gaflenz (765)
- Großgschnaidt (101)
- Kleingschnaidt (93)
- Lindau (136)
- Neudorf (368)
- Oberland (194)
- Pettendorf (262)